# (126719) 2002 CC249
(126719) 2002 CC249, também escrito como (126719) 2002 CC249, é um objeto transnetuniano (TNO) que está localizado no cinturão de Kuiper, uma região do Sistema Solar. Ele é classificado como um cubewano. O mesmo possui uma magnitude absoluta (H) de 6,7 e, tem um diâmetro com cerca de 201 km, por isso existem poucas chances que possa ser classificado como um planeta anão, devido ao seu tamanho relativamente pequeno.

## Descoberta
(126719) 2002 CC249 foi descoberto no dia 8 de fevereiro de 2002 por Marc W. Buie.

## Órbita
A órbita de (126719) 2002 CC249 tem uma excentricidade de 0.195, possui um semieixo maior de 46,846 UA e um período orbital de cerca de 321 anos. O seu periélio leva o mesmo a uma distância de 37,998 UA em relação ao Sol e seu afélio a 55,695 UA.